# راف الدین عبدالله
راف الدین عبدالله (انگلیسی: Rafidine Abdullah؛ زادهٔ ۱۵ ژانویهٔ ۱۹۹۴) بازیکن فوتبال اهل فرانسه است.
از باشگاه‌هایی که در آن بازی کرده‌است می‌توان به باشگاه فوتبال المپیک مارسی و باشگاه فوتبال لوریان اشاره کرد.
وی همچنین در تیم‌های ملی فوتبال زیر ۱۸ سال فرانسه، زیر ۱۹ سال فرانسه، زیر ۲۰ سال فرانسه، و اتحاد قمر بازی کرده‌است.